# Bisharri
Bisharri (en árabe: بشري‎, en francés: Bcharré) es una ciudad situada en el distrito de Bisharri, gobernación de Líbano Norte. Ubicada en la cordillera del Líbano y cerca del monte Qurnat as Sawdā', se encuentra entre Beirut (al noreste) y Trípoli. 

## Transliteración y etimología
Bisharri también se transcribe como Bsharri, Becharri, Becharre o Bcharre.
El nombre de la ciudad es una palabra presente en fenicio (بيث الشري) y que significa «la casa de Ishtar», una diosa adorada por los fenicios y el rey Salomón antes de la adopción del cristianismo en la zona. Otra teoría, es que el nombre proviene del idioma arameo o siríaco, y cuyo significado hace referencia a un lugar de abundante agua o abundantes ríos.

## Historia
Bisharri fue un asentamiento fenicio en la antigüedad. Los cristianos maronitas que huían de la persecución se refugiaron en su terreno montañoso en el siglo VII y el valle de Kadisha, situado bajo la ciudad, se convirtió en el centro espiritual de la Iglesia maronita. A la ciudad se la conoció bajo el nombre de Buissera durante las Cruzadas.
Durante la guerra civil libanesa fue un bastión de la resistencia cristiana contra palestinos y sirios. Muchos de sus jóvenes se unieron a las Falanges Libanesas al inicio de la contienda y durante su transcurso, en 1986, Samir Geagea se convirtió en jefe de las Fuerzas Cristianas Libanesas; muchos militantes fueron reclutados en la ciudad.

## Cultura popular
En la cultura popular libanesa, los oriundos de Bisharri son conocidos por su fiereza y tribalidad aunadas a un sentimiento patriótico que desemboca en una cultura tradicionalista y antiislámica. A su vez,  se distinguen por su acento con un particular deje vestigial del arameo que, a diferencia de otras regiones del Líbano, se habló en la localidad hasta bien entrado el siglo XIX.

## Economía
La economía se basa principalmente en el cultivo de la manzana. Otra fuente de ingresos importante es el turismo atraído por la presencia del bosque de cedros más representativo del país. En invierno, la ciudad se convierte en un destino muy importante para la práctica del esquí. En verano las rutas con cuatrimotos que atraviesan la ciudad y sus alrededores también constituyen una oferta turística al recorrer caminos escarpados e inaccesibles para vehículos más convencionales.

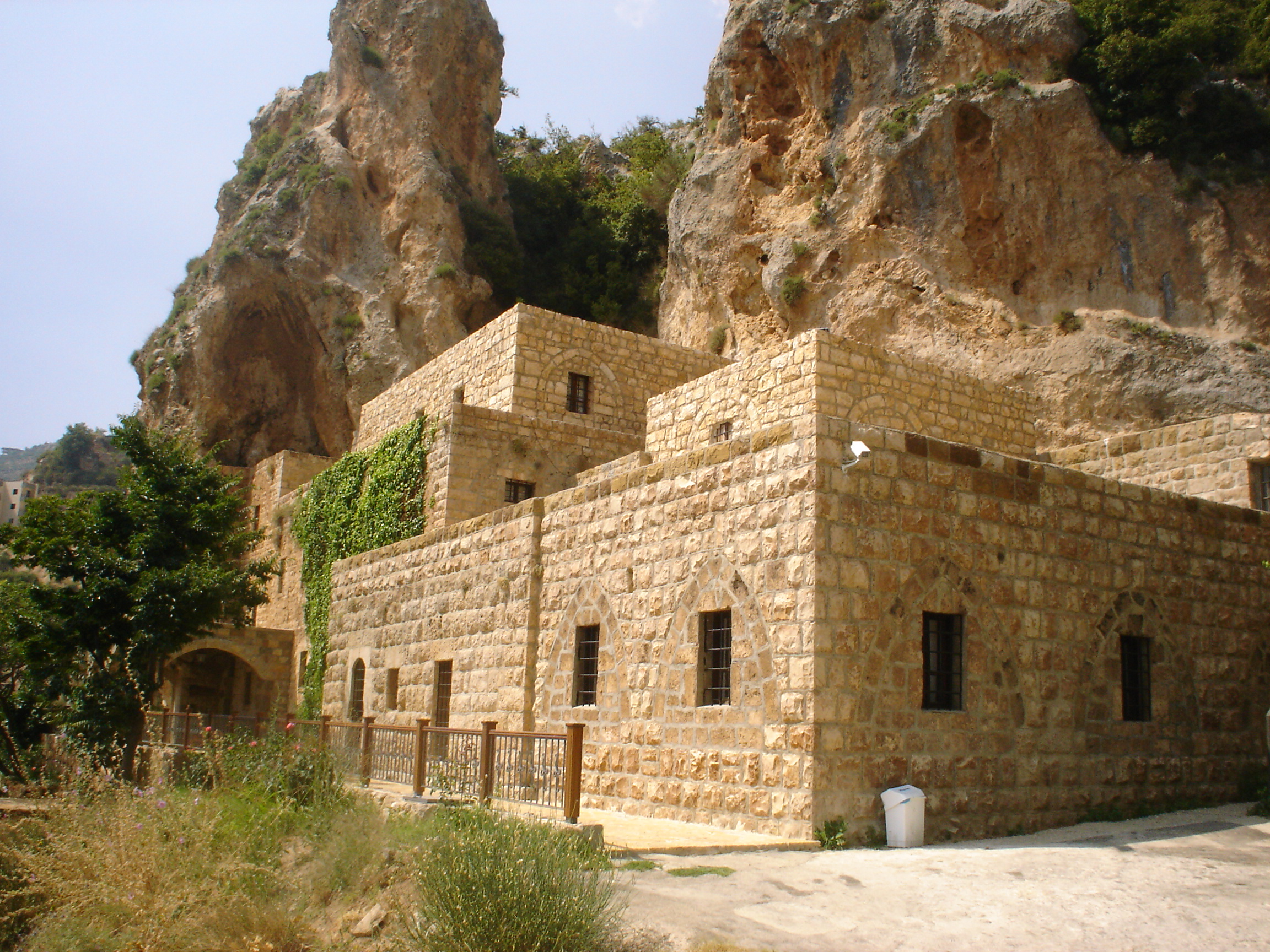
Museo de Gibran Khalil Gibran

## Lugares de interés
- Bosque de los cedros de Dios.
- Museo Gibran.
- Valle de Qadisha.
- Monasterio de Qozhaya.
- Qurnat as Sawdā', punto más alto del Líbano con 3088 m.[4]